# المخادر (إب)

تعديل مصدري - تعديل

المخادر هي مدينة يمنية في محافظة إب، وهي مركز مديرية المخادر، بلغ تعداد سكانها 4165 نسمة حسب الإحصاء الذي أجري عام 2004.